# Champ à fort grossissement
Pour les articles homonymes, voir CFG.
Un champ à fort grossissement (CFG), dans le cadre de la microscopie, est la superficie visible en utilisant le grossissement maximal du microscope.
Dans les textes scientifiques, le facteur de grossissement est souvent de 400.